# Пам'ятний знак на честь 50-річчя пуску ТЕЦ
Пам'ятний знак на честь 50-річчя пуску ТЕЦ знаходиться по вул. Електричній, 1, перед адміністративним корпусом електростанції, в Покровському районі м. Кривий Ріг.

## Передісторія
У листопаді 1929 р. була введена в експлуатацію перша черга нової електростанції в Кривому Розі, потужністю 45 тис. кВт.
У листопаді 1979 р. з нагоди 50-річчя ТЕЦ було встановлено пам'ятний знак за проектом майстра Василя Тимофійовича Андрєєва.
Рішенням Дніпропетровського облвиконкому від 03.02.1981 р. № 49 пам'ятний знак взято на державний облік з охоронним номером 2135.
Наприкінці 90-х років XX ст. з постаменту був знятий бюст В. І. Леніна й на його місці встановлено бетонний вазон для квітів.

## Пам'ятка
Постамент, розмірами 2,0х0,97х0,65 м, прямокутної в плані форми виготовлено з полірованого граніту. Його основа з сірого граніту, розмірами 1,7х1,25х0,20 м. На постаменті викарбувано напис російською мовою у 5 рядків: «Криворожская / районная электростанция / им. Ильича / пущена в эксплуатацию / 8 ноября 1929 года».
Зверху на постаменті стоїть бетонний вазон для квітів з двома ручками, пофарбований у білий колір.